# Ahmadu Lobbo
Ahmadu Lobbo (també Hamadu Lobbo, Seku Ahmadu Lobbo, Seku Hamadu Lobbo o Sheku Ahmadu Sise) de nom original Hamadu Hamadu Lobbo (Hamadu fill d'Hamadu Lobbo) fou un cap religiós del clan bari o sangaré o daebé dels mande de Sise, a la regió de Masina al Sudan occidental. En el seu temps els peuls de la regió estaven poc islamitzats i els governava un ardo de la dinastia Dyallo que era vassalla dels reis bambara de Segu (excepte Djenne que estava sota ocupació d'una guarnició marroquina).
Marabut de la confraria dels kadiriyya del xeic Sidi Muhammad (mort el 1826) va participar amb Uthman Dan Fodio (Osman Dan Fodio) en la seva empresa militar-religiosa d'expansió de l'islam. Establert a un llogaret prop de Djenne, va agafar la reputació de santó i en fou expulsat pels marroquins; llavors se'n va anar al país dels sebera, d'eon era la seva mare on va fer molts deixebles.
Un incident entre els seus estudiants i el fill de l'ardo de Masina, Gurori Dyallo, el va impulsar a revoltar-se. Un exèrcit bambara enviat contra ell fou derrotat amb una enganyifa, i la dinastia local deposada (1810). Els peuls es van posar al seu costat. Llavors va assetjar Djenne que va capturar al cap de nou mesos, va derrotar a Geladjo, el senyor local de Kunari, i el 1815 va construir en aquest districte la seva nova capital Hamdallahi (peul Hamdallay), a la riba del Bani. El 1825 es va apoderar d'Isa Ber que pertanyia als tuaregs, i dos anys després de Tombuctu, arribant per l'est fins a les muntanyes de Tombo i als sud-est fins a la confluència del Volta Negre i el Siru.
Va agafar el títol d'amir al-muminin, i es va dedicar a la predicació de l'islam, seguint normes molt estrictes (com exigia la kadiriyya). Va enviar ambaixadors al sultà otomà i va organitzar els seus estats de manera adequada: caps locals nomenats responsables en justícia davant el cadi regional (peul algali), terres i ramats estatals, percepció per l'estat d'una part del botí de guerra i de les multes i altres taxes. Cada primavera s'organitzaven expedicions militars a les que cada vila havia d'aportar un nombre determinat (cada any només es mobilitzava un terç així que un soldat només servia una vegada cada tres anys) i les famílies dels soldats rebien un subsidi mentre aquests estaven absents. L'exèrcit estava organitzat en cinc comandaments per sectors; per la justícia hi havia cadis regionals, un cadi superior a la capital, i apel·lació al mateix emir assistit per un tribunal de marabuts consultiu.
El 1838 va rebre al Haddj Umar Tal quan tornava de la seva peregrinació a la Meca. Va morir el 19 de març de 1845 i el va succeir el seu fill Ahmadu II o Hamadu II.